# Octatriacontane
L'octatriacontane est un hydrocarbure linéaire de la famille des alcanes de formule brute C38H78 et de formule semi-développée CH3-(CH2)36-CH3.